# DECT
DECT (англ. Digital Enhanced Cordless Telecommunication) — технологія цифрового бездротового зв'язку з телефонами, що звичайно використовуються вдома або в офісах. Стандарт DECT розроблений Європейським інститутом стандартів (ETSI) і був прийнятий в 1992 році. Стандарт DECT не тільки набув переважного поширення в Європі, але і є найпопулярнішим стандартом бездротового телефону у світі завдяки простоті розгортання DECT-мереж, широкому спектру призначених для користувача послуг і високій якості зв'язку. За оцінками 1999 року, DECT прийнятий більш, ніж в 100 країнах, а число абонентських пристроїв DECT у світі наближається до 50 мільйонів. У Європі DECT повністю витісняє бездротові телефони стандартів CT2, CT3; на інших континентах DECT успішно конкурує з американським стандартом PACS і японським PHS. Експлуатація радіотелефонів стандарту DECT 6.0 заборонена законодавством України.

## Принципи роботи
Передача даних здійснюється на частотах 1880—1900 Мгц з модуляцією GMSK (BT = 0,5).
Стандарт заснований на технологіях
- TDMA — Time division multiple access (множинний доступ з часовим мультиплексуванням)
- FDMA — Frequency division multiple access (множинний доступ з частотним мультиплексуванням)
- TDD — Time division duplex (дуплексний канал з часовим розділенням)

Це означає, що радіо спектр роздільний як за часом, так і за частотами.
Стандарт описує взаємодію базової станції з мобільними терміналами (апаратами), при цьому може забезпечуватися як передача голосу, так і даних. Діапазон радіочастот, використовуваних для прийому/передачі, — 1880—1900 MHz в Європі, 1920—1930 MHz в США. Робочий діапазон (20МГц) роздільний на 10 радіоканалів, кожен по 1,728 МГц. Обмін інформацією проводиться кадрами; за допомогою тимчасового розділення в кожному кадрі створюються 24 тимчасових слота; 24 слоти забезпечують 12 дуплексних каналів для прийому/передачі голосу. При встановленні з'єднання для розмови використовуються 2 з 24 тимчасових слота в кожному кадрі: один для передачі голосу, другий для прийому. Максимальна потужність станції і телефонних трубок відповідно до стандарту — 10 мвт.
DECT-радіотелефон постійно опитує базові радіостанції, вибираючи якнайкращий з доступних каналів для зв'язку (т. зв. процес безперервного динамічного вибору каналів, Continuous Dynamic Channel Selection, CDCS). Завдяки CDCS мобільний абонент не помічає переходу із зони дії однієї базової радіостанції в іншу; такий перехід здійснюється без втрати якості передачі мові. CDSC-процес характеризується тим, що пошук якнайкращого каналу відбувається не тільки у момент встановлення з'єднання, а продовжується і під час розмови. DECT-радіотелефон велику частину часу здійснює моніторинг доступних каналів, а не прийом / передачу мови. Передача з'єднання мобільного абонента від однієї базової радіостанції до іншої під час розмови абсолютно непомітна для абонента (режим handover).

## Основні переваги системи DECT
- безпека для здоров'я абонента — рівень сигналу у радіотелефоні відповідно до стандарту становить 10 мвт
- висока якість зв'язку (природно, при правильному проектуванні системи)
- висока захищеність радіозв'язку
- хороша інтеграція із стаціонарною корпоративною телефонією

## Виробництво
Системи DECT для корпоративного і домашнього зв'язку випускаються порядка 45 виробниками телекомунікаційного устаткування, такими як Goodwin, Avaya, Alcatel, Nortel, Siemens, Panasonic. Отже існує проблема її стандартизації, яку вирішують, використовуючи поняття профілів (profile) DECT. Всі профілі забезпечують захист системи від несанкціонованих користувачів і шифрацію повідомлень. Основний профіль — профіль загального доступу GAP (Generic Access Profile) забезпечує передачу телефонії із швидкістю 32 кбіт/с і потоків даних «прозорим» каналом з швидкостями 32, 16 і 8 кбіт/с без додаткового захисту інформації. Також існує профіль радіодоступу RAP (Radio Local loop Access Profile), який спеціально розроблений для апаратури радіодоступу. З нових профілів слід зазначити DMAP (DECT Multimedia Access Profile), орієнтований на надання мультимедійних послуг.

## Питання безпеки здоров'я
DECT-телефони не є абсолютно безпечними для здоров'я споживача. Не вивчені всі спектри хвильової дії в різних режимах роботи. Німецька установа із захисту від шкідливих випромінювань (Bundesamt für Strahlenschutz) виходить з того, що DECT-телефони мають згубну дію на здоров'ї людини і висунула вимогу виробникам бездротових телефонів виробляти телефони з регульованою функцією зв'язку телефону-трубки і його станції. Ці телефони отримали назву Eco-DECT-телефони.